# Jönköpings lasarett
Jönköpings lasarett var ett akutsjukhus i Jönköping, som ingick i Jönköpings läns landsting och bestod av de fyra enheterna Västra klinikerna som låg centralt beläget med bland annat BB, Östra klinikerna, Södra klinikerna (där psykkliniken låg), och Norra klinikerna. Sjukhuset ersattes 1988 av det i huvudsak nybyggda Länssjukhuset Ryhov.